# 李本固 (萬曆庚辰進士)
李本固（1557年—？），字叔茂，號碧筠，河南汝寧府固始縣人，民籍，明朝政治人物。同進士出身。

## 生平
萬曆四年（1576年）丙子科河南鄉試第三十五名，萬曆八年（1580年）庚辰科會試第二百二十四名，登三甲第一百九十七名進士。都察院觀政，九年授陕西蒲城县知县，十四年舉卓异纪录，本年行取，选擢湖广道监察御史，十五年养病。十八年复除云南道御史，巡按陕西，二十年巡按云南，二十三年巡视京营，因事被革职为民。明光宗即位，起復为太仆寺少卿，天啓元年（1621年）闰二月升光禄寺卿，五月被福建道御史周宗建论劾，遂稱病告归。三年四月起復原职，仍改管少卿事。不久，又因为“与时相忤，量移南京大理寺卿”，遂请求致仕归里。著有《碧筠馆集》、《汝南遗事》、《汝南志》。

## 家族
曾祖李尚德；祖父李麒；父李呈芳，封知县。母萬氏。具庆下。兄本坚、弟本深、本厚、本乾。